# Méthode des surfaces de réponses

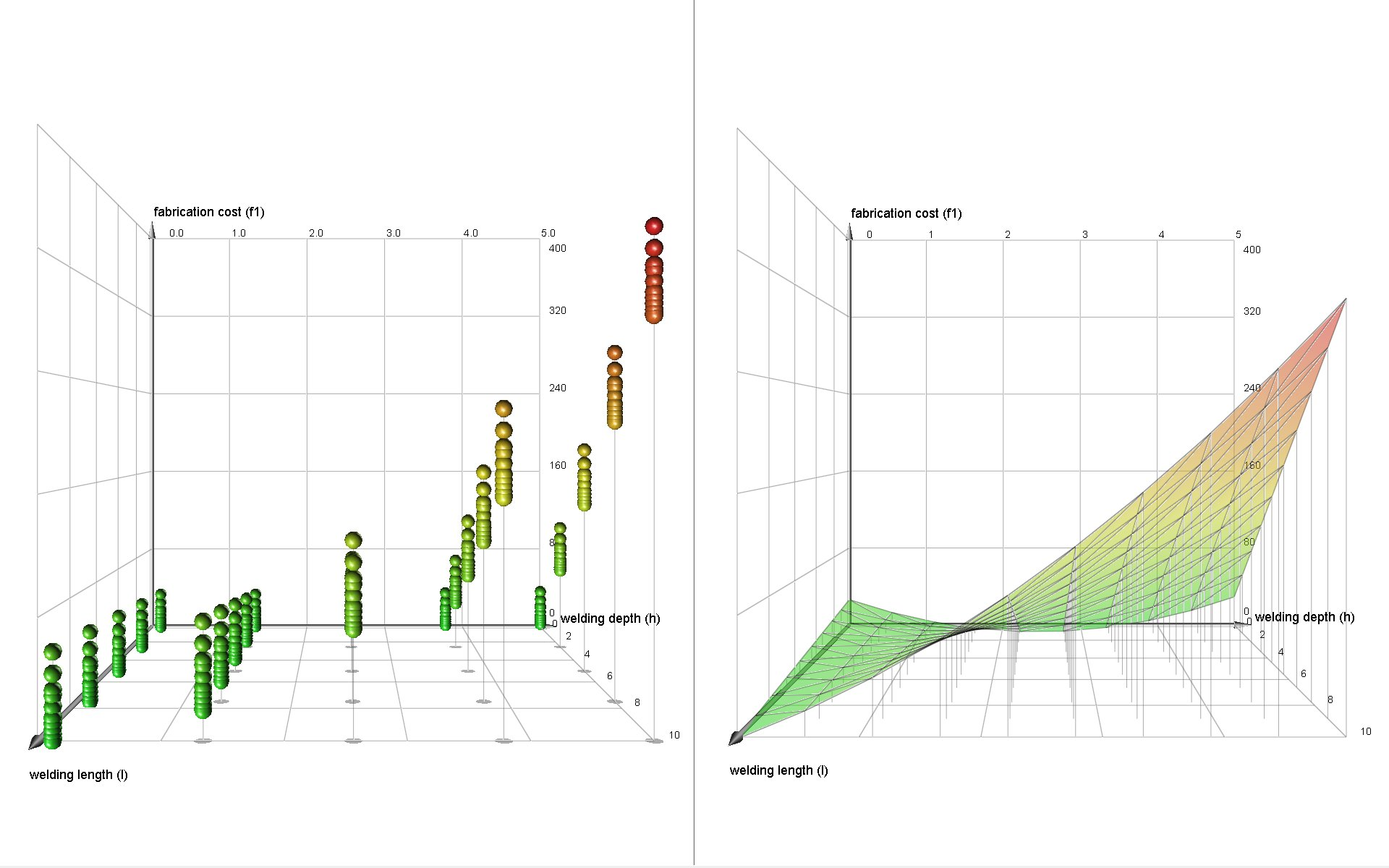
Expériences statistiques : à gauche, un plan factoriel et, à droite, la surface de réponses obtenue par MSR.

En statistiques, la méthode des surfaces de réponses (MSR) a pour but d'explorer les relations entre les variables dépendantes et indépendantes impliquées dans une expérience. Elle est due aux travaux de 1951 de George Box et K. B. Wilson. L'idée principale de leur méthode est l'utilisation d'une séquence d'expériences. Box et Wilson suggèrent d'utiliser un modèle à polynôme de second degré, mais concèdent que ce modèle n'est qu'une approximation. Toutefois, ce dernier a l'avantage d'être facile à estimer et à appliquer, même lorsque l'information disponible sur les processus en cours est minime.